# Zaborce (rejon dokszycki)
Zaborce (biał. Заборцы; ros. Заборцы) – wieś na Białorusi, w obwodzie witebskim, w rejonie dokszyckim, w sielsowiecie Sitce.

## Historia
W czasach zaborów wieś leżała w gminie Pariafianów, w powiecie wilejskim w guberni wileńskiej Imperium Rosyjskiego.
W dwudziestoleciu międzywojennym wieś i folwark leżały w Polsce, w województwie wileńskim, w powiecie duniłowickim, od 1926 w powiecie dziśnieńskim, w gminie Parafianów.
Według Powszechnego Spisu Ludności z 1921 roku zamieszkiwały wieś 264 osoby, 209 były wyznania rzymskokatolickiego, 54 prawosławnego a 1 ewangelickiego. Jednocześnie 179 mieszkańców zadeklarowało polską przynależność narodową, 83 białoruską, a 2 inną. Było tu 56 budynków mieszkalnych. Folwark zamieszkiwało 28 osób, wszystkie były wyznania rzymskokatolickiego i zadeklarowały polską przynależność narodową. Były tu 4 budynki mieszkalne.. W 1931 wymieniono wyłącznie wieś. W 54 domach zamieszkiwały 263 osoby.
Wierni należeli do parafii rzymskokatolickiej w Parafianowie i prawosławnej w m. Sitce Wielkie. Miejscowość podlegała pod Sąd Grodzki w Dokszycach i Okręgowy w Wilnie; właściwy urząd pocztowy mieścił się w Parafianowie.
Po agresji ZSRR na Polskę w 1939 roku wieś znalazła się w granicach BSRR. W latach 1941–1944 była pod okupacją niemiecką. Następnie leżała w BSRR. Od 1991 roku w Republice Białorusi.
Do 1959 wieś wchodziła w skład sielsowietu Parafianowo